# Oliver Wendell Holmes
Oliver Wendell Holmes starší (anglicky Oliver Wendell Holmes Sr., 29. srpna 1809, Cambridge – 7. října 1894, Boston) byl americký lékař, spisovatel a polyhistor, člen literární skupiny Fireside Poets, představitel bostonského literárního života. K jeho nejznámějším knihám patří sbírka esejů The Autocrat of the Breakfast-Table (1858), první část řady Breakfast-Table (Snídaňový stůl). Psal i básně, často příležitostné. Většinou své literární texty publikoval v časopise The Atlantic Monthly. Byl rovněž vynálezcem a měl právní vzdělání, ačkoli se právu nikdy přímo nevěnoval. Lékařství vystudoval na Harvardu (1836). Zde se stal také profesorem a děkanem lékařské fakulty. Byl významným reformátorem medicíny: ještě před Semmelweisem prosazoval například v té době kontroverzní myšlenku, že horečku omladnic mohou přenášet lékaři v porodnicích. Jeho syn Oliver Wendell Holmes mladší se stal významným právníkem.